# Der Kampf um den Sonora-Pass
Der Kampf um den Sonora-Pass ist ein US-amerikanischer Western aus dem Jahr 1949 von Mark Robson mit Robert Sterling und Gloria Grahame in den Hauptrollen. Der Film wurde von RKO Radio Pictures produziert und basiert auf einer Originalstory von Peter Viertel.

## Handlung
1893 stoßen drei entflohene Sträflinge unter der Führung von Lednov auf ihrer Flucht durch die Weiden von Nevada auf drei Cowboys und töten sie, um ihre Kleider und Pferde zu erbeuten. Der Rancher Jed Graham entdeckt die Leichen und bringt sie ins nahegelegene Aspen. Dort wird der junge Rancher Clay Phillips von Sheriff Gardner gewarnt, dass Lednov, den Clay einst festnahm, nachdem er seinen besten Freund ermordet hatte, entkommen und auf Rache aus sei. Clay ist überzeugt, dass Lednov bereits auf dem Weg dorthin ist, und macht sich mit seinem jungen Bruder Steve und einer neuen Pferdeherde auf den Weg zu seiner Ranch in Sonora. Bald darauf treffen Clay und Steve auf die vier Saloon-Mädchen Mary Wells, Helen Carter, Elaine und Marcia, die von Sozialreformern aus Aspen vertrieben wurden und nun auf dem Weg zur Arbeit in Sonora sind. Die Frauen bleiben mit einem kaputten Wagenrad auf der Straße zurück. Der schweigsame Clay willigt widerstrebend ein, sie bis zur nächsten Ranch zu bringen.
Am Abend taucht Marcias Freund Jim Clayton in ihrem Lager auf. Marcia ignoriert den Rat der erfahreneren Mary, nimmt seinen Heiratsantrag an und verlässt das Lager. Mary entdeckt, dass Elaine, die krank und deprimiert ist, aus dem Lager geflohen ist. Steve spürt die verzweifelte Elaine schließlich auf und führt sie zurück zum Lager, als er drei Männer entdeckt. Steve nimmt an, dass sie die Flüchtigen sind, und feuert sein Gewehr ab, ist jedoch betroffen, als er später erfährt, dass er auf den Sheriff und seine Truppe geschossen hat. Nachdem Steve von Clay gemaßregelt wurde, erhält er seine erste Lektion im Lesen von Mary, die Clay dafür kritisiert, dass er seinem Bruder weder Lesen noch Schreiben beigebracht hat. Clay wiederum erinnert Mary an ihre zweifelhafte Vergangenheit. Lednov und seine beiden Kumpanen treffen unterdessen kurz vor Clay auf der Wyatt-Ranch ein und stehlen die Waffen und Munition der Rancher. Ohne zu wissen, dass Clay ihnen folgt, zieht Lednov weiter, auf Rache aus. Die Wyatts sind noch überraschter, als Clay mit der kränklichen Elaine auftaucht, die in ihr ihre verlorene Tochter erkennen. Während Ma Wyatt sich liebevoll um ihr Kind kümmert, das von ihrem Liebhaber verlassen wurde, bevor Mary sich mit ihr anfreundete, überzeugt Clay Elaines moralisch strengen Vater, Mary und Helen zu erlauben, die Nacht auf der Ranch zu verbringen.
Clay ist entschlossen, sich von den Frauen zu trennen, aber Mary, die ebenso entschlossen ist, schnell nach Sonora zu kommen, versucht, ihn zu bezaubern, damit er seine Meinung ändert. Als diese Taktik fehlschlägt, sagt Helen Elaine, dass Mary ihrem Vater Fakten über ihre Vergangenheit offenbaren wird, wenn sie nicht zustimmt, nach Sonora weiterzureisen. Elaine möchte unbedingt zu Hause bleiben, wird wütend und bittet Helen und Mary, sofort zu gehen. Als Clay Elaines Unbehagen bemerkt, befiehlt er Mary und Helen, mit ihm zu gehen. Kurz darauf erspäht Clay Lednovs Lager und nimmt einen weniger bekannten Weg nach Sonora. Unterwegs trifft die Gruppe Fowler, einen verschlossenen Iren, der sie widerwillig in sein Lager einlädt. In dieser Nacht küsst Clay Mary, beharrt aber gegenüber dem zustimmenden Steve darauf, dass er nicht die Absicht habe, sie zu heiraten. Helen, die inzwischen herausgefunden hat, dass Fowler gerade einen Goldfund gemacht hat, beschließt, bei ihm zu bleiben.
Am nächsten Morgen küsst Clay Mary erneut, doch als er sich weigert, seine Liebe zu gestehen und die Aufrichtigkeit ihrer Umkehr in Frage stellt, wird sie wütend und fährt mit dem Wagen davon. Sie stürzt jedoch kurz darauf mit dem Wagen in einen Fluss, wobei der Wagen zerstört und ihre Kleider ruiniert werden. Nachdem Clay, Mary und Steve Fowlers Lager verlassen haben, erspäht Lednov Marys Kleider, die im Bach schwimmen, und verhört den Iren darüber. Von Lednov brutal behandelt, verrät Helen schließlich Clays Aufenthaltsort, woraufhin der Anführer der Flüchtigen Fowler kaltblütig tötet. Als sie sich Sonora nähern, setzt Clay Mary in eine Postkutsche und befiehlt seinem Bruder, seinen eigenen Weg zu gehen, wobei er vorgibt, wütend auf ihn zu sein. Steve erspäht bald die sich nähernden Flüchtigen und kehrt an Clays Seite zurück. Während der darauffolgenden Schießerei wird Steve angeschossen, doch mit der Hilfe seines Bruders tötet Clay schließlich die drei Gesetzlosen. In Sonora werden Steves Wunden behandelt. Clay und Mary kommen wieder zusammen und blicken gemeinsam mit Steve in eine glückliche Zukunft.

## Hintergrund
Gedreht wurde der Film von Ende Juni bis Mitte August 1947 in Sonora sowie in den RKO-Studios in Hollywood.
Für den Film wurde Claude Jarman jr. von Metro-Goldwyn-Mayer ausgeliehen.
Lucius O. Croxton und Albert S. D’Agostino oblag die künstlerische Leitung. Darrell Silvera und John Sturtevant waren für das Szenenbild zuständig, Renié Conley für die Kostüme. Verantwortliche Toningenieure waren John C. Grubb und Clem Portman. Musikalischer Direktor war Constantin Bakaleinikoff.

## Veröffentlichung
Die Premiere des Films fand am 16. Juni 1949 in New York statt. In Österreich kam er am 1. Dezember 1950 in die Kinos.

## Kritiken
Der Filmkritiken-Aggregator Rotten Tomatoes hat in einer Auswertung ein Publikumsergebnis von 50 Prozent positiver Bewertungen ermittelt.
Bosley Crowther von der The New York Times bescheinigte dem Film den Versuch, ein kleines bisschen von der üblichen Formel des Low-Budget-Westerns abzuweichen. Er habe den Vorteil einer leicht faszinierenden Handlung, die durch das Gejammer der Damen gelegentlich amüsant werde. Und er habe den Vorteil einer hervorragenden Außenkameraarbeit, die die Reise angenehm mache, wenn auch nur wegen der Landschaft. Aber wie die meisten Low-Budget-Western trage er den schweren Stempel einer verworrenen und milden Regie und schwacher Leistungen in einigen Rollen.
Robert Ellis beschrieb den Film in der Zeitung California Eagle als Western mit allem Drum und Dran und dem üblichen Ende, aber er sei zu langweilig.